# RS-28 Sarmat
RS-28 Sarmat (rusky РС-28 Сармат, v kódu NATO: SS-X-30 Satan 2) je ruská těžká mezikontinentální balistická raketa na kapalný pohon vypouštěná z podzemních sil. Ve výzbroji ruských raketových vojsk strategického určení nahradí těžké rakety R-36M2 Vojvoda (v kódu NATO: SS-18 Satan).

## Vývoj
Rusko od roku 1988 provozuje těžké rakety R-36M2 Vojvoda. Po skončení studené války se předpokládalo, že tyto rakety budou vyřazeny bez náhrady a země si ponechá pouze lehčí rakety Topol-M a Jars. Kolem roku 2010 byl tento názor přehodnocen, což je spojováno jak s rozvojem americké protiraketové obrany, tak s faktem, že rakety R-36M2 a jejich náhradní díly jsou vyráběny na Ukrajině. Jejich údržbu totiž výrazně zkomplikovala ruská anexe Krymu. V roce 2011 byla vývojem rakety pověřena Makejevova konstrukční kancelář a NPOMaš. První prototyp střely RS-28 byl dokončen na konci roku 2015. V prosinci 2017, březnu a květnu 2018 proběhly plánované zkušební starty. V roce 2020 probíhaly přípravy na zahájení sériové výroby rakety, plánované na rok 2021. Přijetí rakety RS-28 do služby je plánováno na rok 2021, což znamená tříleté zpoždění proti původnímu harmonogramu. Očekává se dodávka celkem 46 raket.

## Konstrukce
Sarmat je třístupňová balistická raketa na kapalné pohonné látky. Má délku 35,3 m, průměr 3 m a hmotnost 208 tun. Unese až 10 tun nákladu na vzdálenost až 18 000 km. Na cíl může dopravit 10-16 samostatně naváděných jaderných hlavic MIRV, či jejich kombinace s klamnými cíli. Raketu pohání čtveřice upravených motorů RD-274 na kapalné palivo, spalujících směs asymetrického dimethylhydrazinu (UDMH) a okysličovadla oxidu dusičitého (N2O4). Raketa bude využívat chráněná podzemní sila po raketách R-36M2.